# واش‌مرغ کوچک
واش‌مرغ کوچک (نام علمی: Megalurus gramineus) نام یک گونه از سرده واش‌مرغ‌های نمادین است.

## نگارخانه

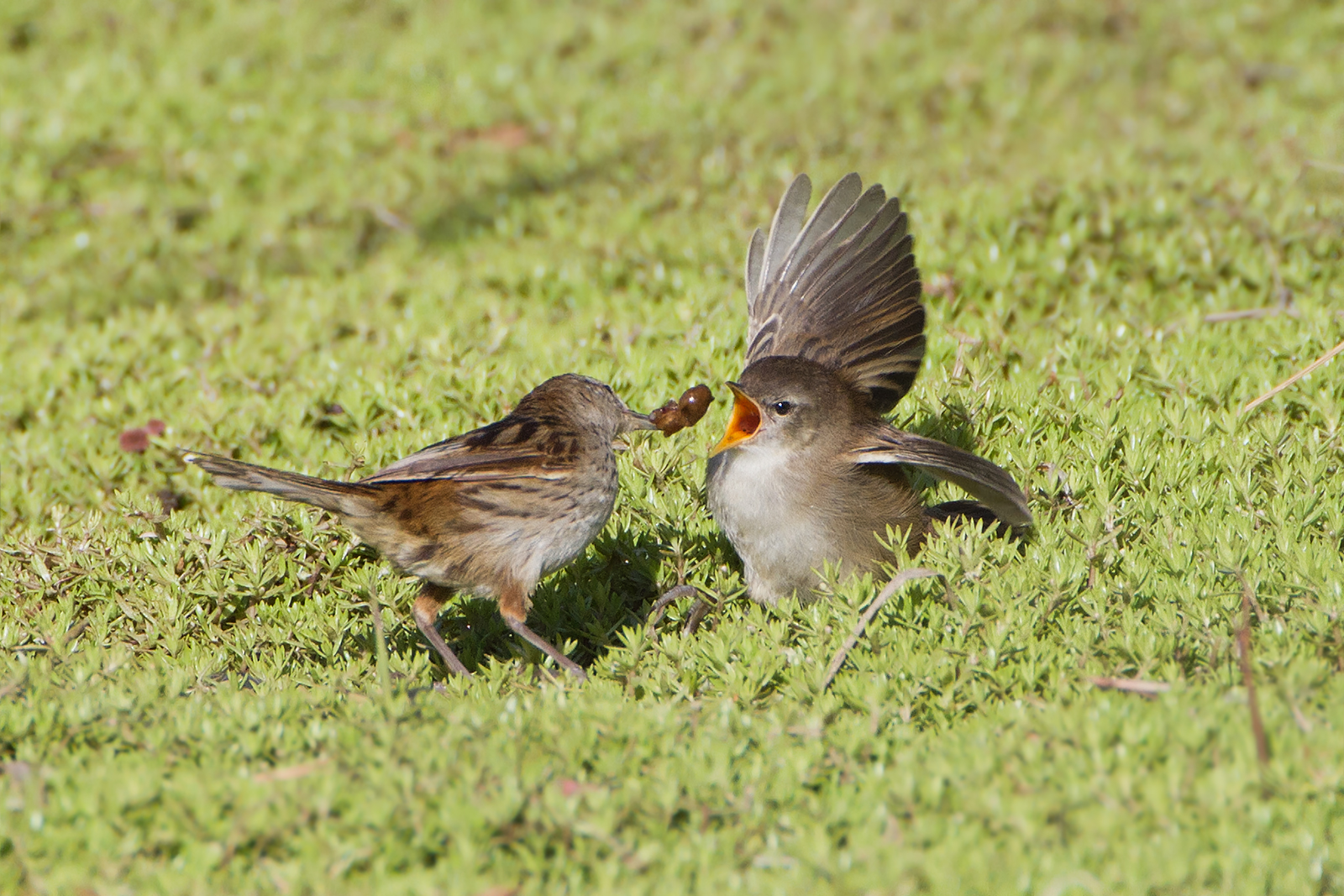